# Sinnesdaten
Mit Sinnesdaten werden seit George Edward Moore die atomistischen Elemente des Bewusstseins bezeichnet, aus denen die Gegenstände der Erfahrung zusammengesetzt sind. Es handelt sich um die einfachsten Bausteine der Wahrnehmung, um Materialien der Erkenntnis, die nicht weiter reduzier- bzw. analysierbar sind und somit unmittelbar und unbezweifelbar vorliegen.

## Inhalt
Mit dem Ausdruck „Sinnesdaten“ soll einerseits die Ambiguität des Empfindungsbegriffs vermieden werden, der sowohl Akt- wie Objektbedeutung besitzt, während sich „Sinnesdaten“ eindeutig nur auf die unmittelbaren Gegenstände der Wahrnehmung bezieht. Darüber hinaus habe der Begriff einen neutralen Doppelcharakter, mit dem der in früheren Begriffen angelegte Dualismus der Subjekt-Objekt-Unterscheidung vermieden werde. Auf diese Weise verhindere man einseitig subjektivistische bzw. idealistische Konsequenzen.
Wie in der älteren empirischen Tradition teilen die unterschiedlichen Theorien der Sinnesdaten vor allem die Kritik am naiven Realismus, für den die materiellen Gegenstände der äußeren Welt den Menschen in der Wahrnehmung unmittelbar gegeben und zugänglich sind. Ein solcher Realismus übersehe den Umstand, dass Daten von Dingen nur durch die Sinnesorgane vermittelt und erfasst werden.
Die Sinnesdaten hingegen sind nach der Theorie „unmittelbar“, indem man weiß, dass es sie gibt, solange sie gegeben sind. Bei ihnen stellt sich somit die Wahrheitsfrage nicht.
Nach Bertrand Russell soll alle empirische Erkenntnis auf Sinnesdaten und logische Konstruktion mit ihnen zurückführbar sein.
Sinnesdaten müssen angenommen werden, um empirische Sätze des Alltagslebens und der Physik verifizieren zu können; nur auf sie solle rekurriert werden.
Da gewöhnliche Dinge in diesem Fall als komplexe Zusammensetzungen zu betrachten sind, werde Immanuel Kants epochemachende Unterscheidung von Ding an sich und Erscheinung obsolet.

## Entwicklung
Bisher konnte nicht nachgewiesen werden, wer den Begriff in welchem Werk zuerst verwendete. Schon im 19. Jahrhundert war er etwa bei William James und in A.C. Fräsers Kommentar zu John Lockes Essay Versuch über den menschlichen Verstand geläufig.
Eine terminologische Einführung erfolgte um 1910 von George Edward Moore und Bertrand Russell im Rahmen ihrer eigenen Theorien.
Mit dem Modell wird die Tradition des englischen Empirismus und Sensualismus fortgesetzt, für die, statt Sinnesdaten, Ausdrücke wie „Idee“, „Empfindung“ und „Eindruck“ gebräuchlich sind.